# 丹尼尔·夸耶
丹尼尔·夸耶（英語：Daniel Quaye，1980年12月25日—），是一名加纳职业足球运动员。

## 俱乐部生涯
夸耶在加纳球队大奥林匹克开始职业足球生涯，1998年加盟加纳最受欢迎的豪门球队橡树之心。他帮助橡树之心在1999年-2002年，2004年-2005年获得6次加纳足球甲级联赛冠军，以及2000年、2005年两个非洲冠军联赛冠军。
2007年2月2日，夸耶转会加盟中国足球甲级联赛球队重庆力帆。他在2007赛季中甲联赛出场15次，虽然没有帮助重庆力帆重返中超，但仍然以出色的表现入选体坛周报评选出的赛季中甲最佳阵容。赛季结束后，夸耶离开中国回到橡树之心，但很快就和球队解约，并于2008年3月重返重庆力帆并帮助球队在该赛季冲超成功。2009年4月9日，夸耶和加纳球队十一智者签约，7月份再次来到中国，和另一支中甲球队延边FC签约，他在延边队效力2个半赛季，共出场55次，并在2010年5月15日延边队客场2比1逆转上海中邦的比赛中射进在中国联赛的第一个进球。
2012年2月，夸耶加盟中甲球队北京八喜。

## 国家队生涯
夸耶曾代表加纳U-17参加1997年U17世界杯足球赛，并跟随球队获得亚军。2006年，他入选加纳国家足球队参加2006年世界杯足球赛的23人名单，但没有得到出场机会。